# Січові Стрільці

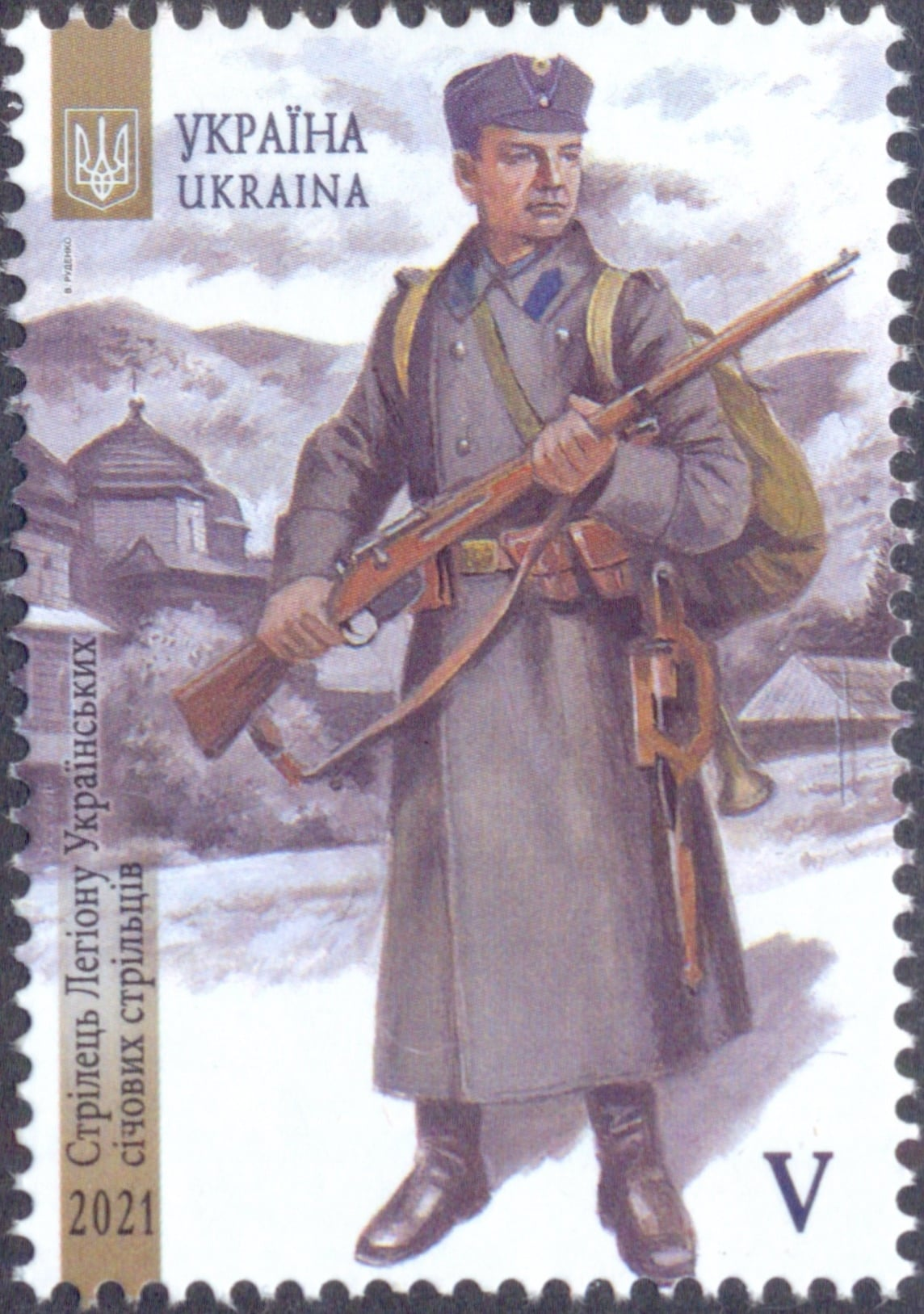
Марка Укрпошти «Стрілець Легіону Українських січових стрільців» із серії «Збройні формації Української революції 1917—1921 років» (2021)

Січові́ Стрільці́ — військовий підрозділ Наддніпрянської Армії УНР, сформований у 1917 році початково із українців з Галичини та Буковини, військовополонених з австро-угорської армії.

## Історія
Назва «січові стрільці» була вперше використана під час Першої світової війни при формуванні в Австро-Угорщині добровольчого підрозділу — Легіону УСС, ядро якого становили активісти довоєнного січового, сокілського і пластового руху.

### Перша каденція

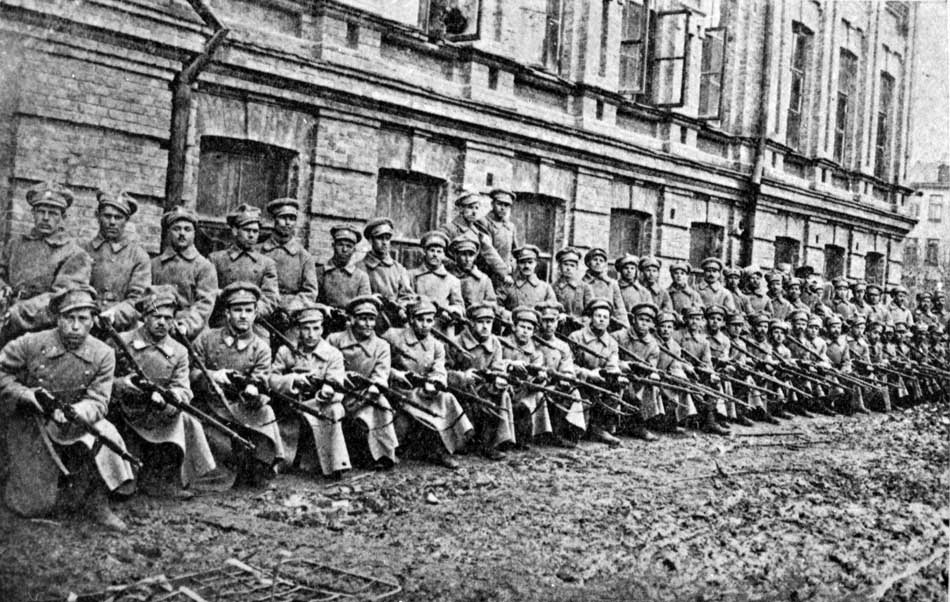
Сотня січових стрільців під час військової підготовки. Київ (1918 р.)

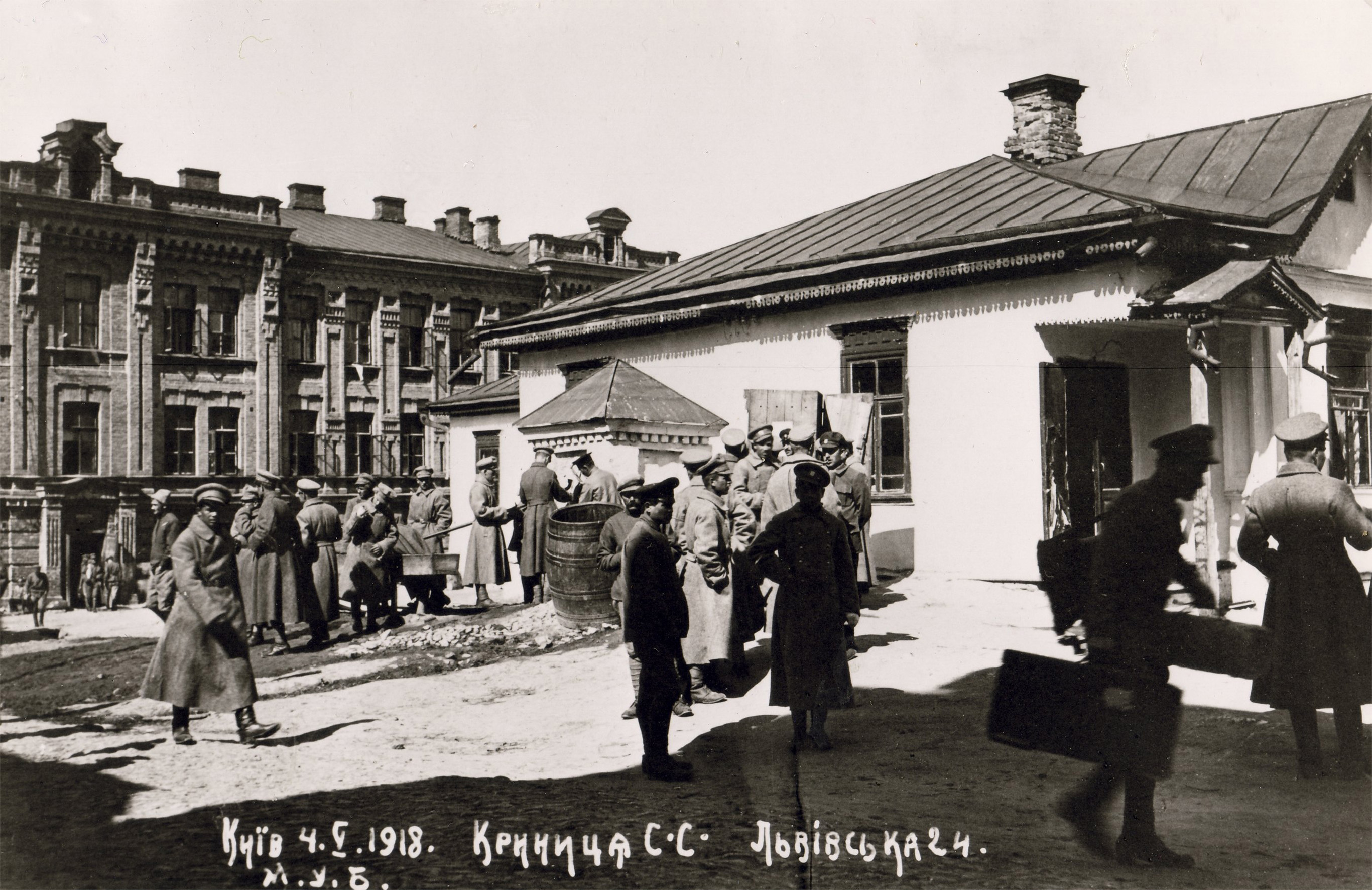
Січові стрільці на території Бессарабських казарм (Львівська вулиця, 24). Київ

#### Галицько-Буковинський курінь (1-й Курінь Січових стрільців) (11.1917—04.1918)
Перше військове формування Січових стрільців у Наддніпрянщині — Галицько-Буковинський курінь Січових стрільців — було організовано у Києві у листопаді 1917 з українців — галичан та буковинців — російських військовополонених австро-угорської армії, які знаходились в Наддніпрянській Україні та добровільно згодилися захищати Українську Центральну Раду перед наступом більшовиків (командир куреня — сотник Григорій Лисенко). У грудні-січні курінь (батальйон) брав участь у боях під Бахмачем і в Києві, далі захищав уряд УНР під час відступу до Житомира. Наприкінці січня 1918 Галицько-Буковинський курінь Січових стрільців брав участь у придушенні Січневого повстання в Києві.
Відтоді й аж до кінця існування формувань Січових Стрільців, їх верховним головнокомандувачем вважався полковник армії УНР, колишній фенріх австро-угорської армії, Євген Коновалець.
По звільненню 1 березня 1918 року Києва, 1-й курінь Січових стрільців залишився в Києві для охорони порядку і розгорнувся в полк Січових стрільців у складі двох піших і одного запасного куренів, кінної розвідки і гарматної батерії; він нараховував 3 000 старшин і вояків (у тому ч. бл. ⅓ наддніпрянців). Згідно визначення Коновальця формація мала за визначення мету:

| «...національний легіон на службі законного, народом визнаного, національного уряду, без огляду на характер державного устрою та соціально-політичного законодавства, що його провадив би у життя той національний уряд.[3]» |

### За часів Гетьманату
По відмові після гетьманського перевороту полку Січових стрільців продовжувати військову службу на користь Української Держави, його роззброїли німці й Січові стрільці розійшлися по Україні, але значна частина їх перейшла на службу до Запорізької дивізії збройних сил Української Держави, де у 2-му піхотному полку полковника Петра Болбочана склала 3-й курінь.
У кінці серпня гетьман Павло Скоропадський погодився на формування Окремого загону Січових Стрільців і призначив для нього місце розташування у Білій Церкві; склад: 1 піхотний курінь з 4 сотень, кулеметна сотня, кінна розвідка, гарматна батерія і технічна частина; загальний стан — 59 старшин і 1 187 вояків (бойовий стан — 46 і 816).

### Друга каденція

#### Окремий загін Січових Стрільців (кін. 08.1918–11.1918)
Окремий загін Січових Стрільців став на чолі повстання проти гетьмана Скоропадського після оприлюднення ним грамоти про федерацію з Росією, яку «січовики» сприйняли не як вимушений дипломатичний акт на вимогу Антанти, а як реальну зраду курсу на самостійність, окремий загін Січових Стрільців у вирішальному бою під Мотовилівкою (18 листопада 1918) переміг гетьманських дружинників. 22 листопада 1918 Січові стрільці рухались від Крюківщини — Монастирський хутір на ст. Пост-Волинський, а вояки Чорноморського куреня — від Борщагівки в напрямі Житомирського шосе. Січові стрільці, дізнавшись про розгром чорноморців, вирішили припинити наступ і закріпитись на зайнятих позиціях, чекаючи підходу нових повстанських загонів, з яких і почалось формування Осадного корпусу під командуванням отамана Є. Коновальця. 27 листопада після обстрілу з гармат німецького полку, що йшов на станцію Боярка 25 листопада і зазнав значних втрат, кинуто проти лівого флангу повстанського війська три полки піхоти, підтримані кіннотою і гарматами. Зав'язався жорстокий бій, у якому обидві сторони зазнали великих втрат. Стрілецьке командування вступило в переговори з наступаючою групою німецьких військ і уклало тимчасове перемир'я на фронті.

#### Дивізія Січових Стрільців. Корпус Січових Стрільців (12.1918—06.1919)
Під час облоги Києва Січові Стрільці розгорнулися спочатку у Дивізію Січових Стрільців. 3 грудня 1918 наказом по військам Української Народної Республіки з дивізії січових стрільців та трьох повстанських дивізій — чорноморців і дніпровців (1-ї та 2-ї Дніпровської під командуванням, відповідно, отаманів Зеленого та Данченка) створено Осадний корпус під командуванням Є. Коновальця; командир штабу — Юріїв Іван. Осадний корпус — дивізія Січових Стрільців (11 000 бійців), Чорноморська дивізія та 1- ша і 2- га Дніпровські дивізії (14 000 бійців); разом бл. 25 000 вояків, у тому числі бл. 20 % галичан та 80 % наддніпрянців. У ніч на 13 грудня чотири дивізії Осадного корпусу, який на цей час налічував понад 20 тис. багнетів, виступили на Київ і зайняли на підступах до міста позиції, втрачені 29 листопада. 2-гу Дніпровську дивізію під командуванням отамана Данченка було перекинуто з Трипільського району на лівий берег Дніпра, звідки вона мала рушити на Дарницю, щоб оточити столицю з півночі. 14 грудня почався загальний наступ формувань Осадного корпусу на Київ, дивізія січових стрільців просувалась в напрямі станція Жуляни — Пост-Волинський — Київ-Пасажирський; вояки Дніпровської дивізії наступали з боку Святошина. У ніч з 14 на 15 грудня місто було зайняте військами Директорії.
8-16 лютого в передмісті Києва проводилася невдала спроба контрнаступу повстанських дивізій Осадного корпусу на Січових стрільців з метою повернути столицю. У першій фазі другої війни проти союзу більшовицьких Росії та України Осадний корпус розклався: його повстанські дивізії (обидві Дніпровські, Чорноморська) розбіглися або перейшли до ворогів і боєздатною залишилася тільки колишня дивізія Січових Стрільців, яка в січневих і лютневих боях проти Української Червоної армії і повстанців отамана Зеленого зазнала важких втрат. У кінці лютого залишки дивізії Січових Стрільців були відведені у тил для реорганізації, після якої дивізія нараховувала 500 старшин і 7 000 вояків, але внаслідок бою під Бердичевом (21 — 29 березня 1919) вона зменшилася до 300 старшин і 4 500 вояків. Незважаючи на подальші бої в районі Шепетівки квітня — 3 травня й Крем'янця, корпус Січових Стрільців, в який була перейменована дивізія Січових Стрільців, завдяки новому поповненню, збільшився у червні до 319 старшин і 8 067 вояків (у тому числі 5 172 бойового складу) без гарматних полків і батерій, що були у складі УГА (2-й і 6-й гарматні полки Січових Стрільців) або Армії УНР (4-й полк, 12-та батерія). Наприкінці травня — у червні корпус Січових Стрільців
прикривав з півночі наступ військ УНР на Проскурів і Старокостянтинів.

#### Група Січових Стрільців. 1-ий полк Січових Стрільців (07.1919—11.1919)
У поході на Київ (липень-серпень 1919), перейменований на Групу Січових Стрільців у складі Армійської групи полковника А. Вольфа, корпус наступав через Шепетівку, Звягель на Коростень (загальний стан: 8 600 старшин і вояків, бойовий — 5100 багнетів, 206 кулеметів, 425 шабель, 42 гармати). Після виникнення нового фронту проти Добровольчої армії генерала А. Денікіна Група Січових Стрільців відступила з-під Коростеня до Шепетівки і в середині жовтня частково перейшла на фронт Добровольчої армії, але в грудні, у зв'язку з катастрофою обох українських армій у «трикутнику смерті», за рішенням Стрілецької Ради самодемобілізувалася. 23 листопада 1919 в Любарі гайдамацька бригада отамана О.Волоха роззброїла 1-й полк Січових стрільців й заарештувала його командира полковника І. Андруха. Інцидент було залагоджено, але він став вагомим чинником деморалізації всієї армії УНР.
У 1920 році, в складі відродженої Армії УНР, в основному з колишніх Січових Стрільців, зформувалася 6-та Січова стрілецька дивізія. Хоч у ній на командних постах і були старшини з інтернованого поляками в 1919 році корпусу Січових Стрільців Євгена Коновальця, ця дивізія до формації Січових Стрільців не відноситься, тому що керівництво ЗУНР, на відміну від УНР, негативно поставились до військового союзу УНР з Польською республікою.

## Склад Корпусу

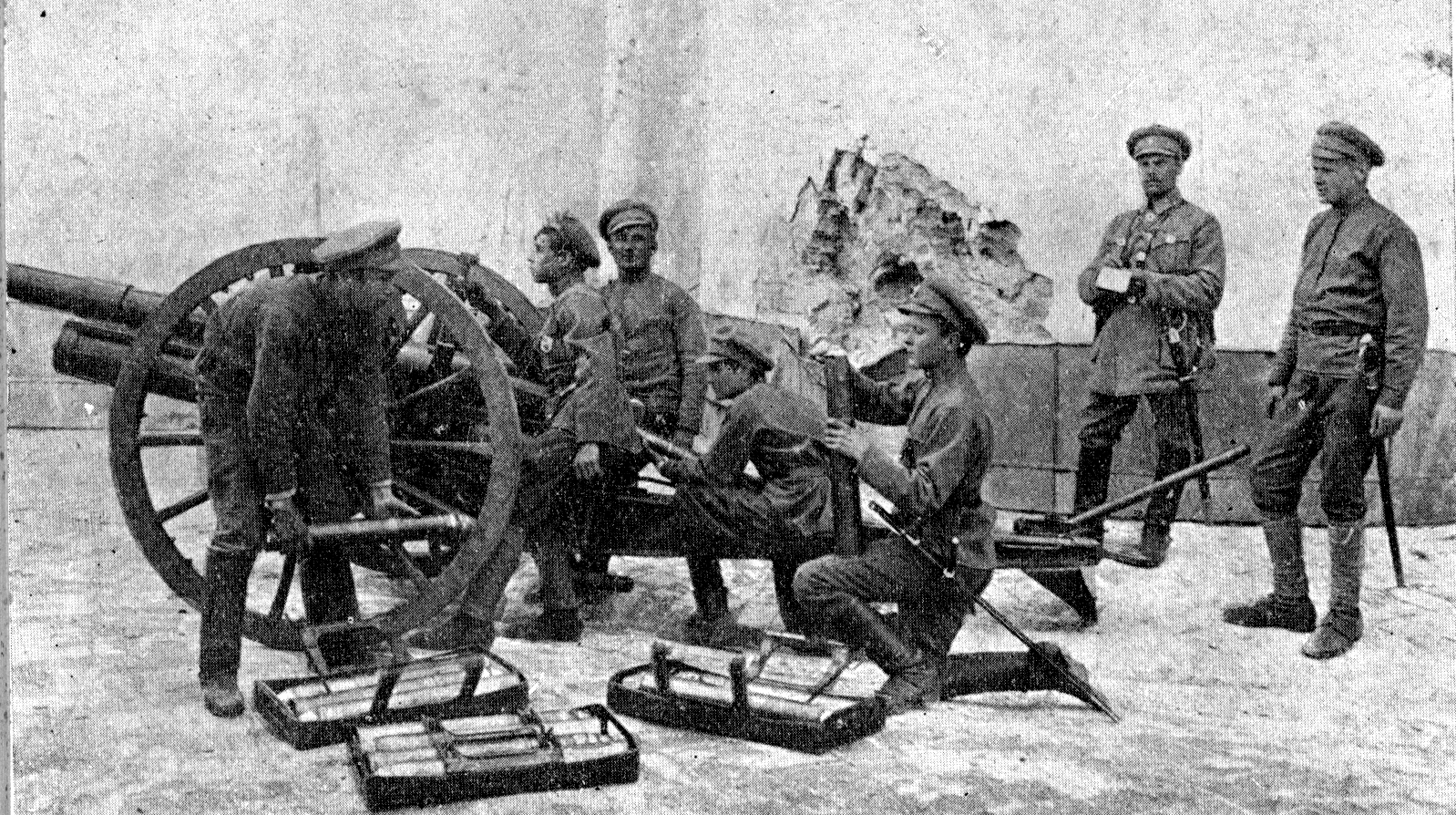
Гармаші СС

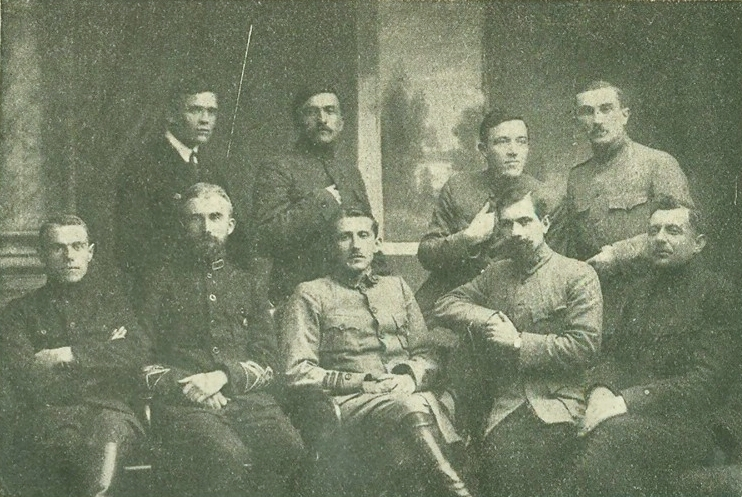
Штаб Січових Стрільців після розформування (1920): сидять зліва направо Михайло Матчак, Андрій Мельник, Євген Коновалець, Роман Сушко, Іван Даньків; стоять зліва направо Іван Андрух, Роман Дашкевич, Василь Кучабський, Ярослав Чиж

До складу Групи Січових Стрільців входило: 6 полків піхоти, 6 полків артилерії, кінний полк з 2 дивізіонів, автопанцерний дивізіон, 4 — 5 панцерних потягів, об'єднаних у панцерний дивізіон, Кіш Січових Стрільців, Скорострільний вишкіл Січових Стрільців, технічні, ремонтні й обозні частини.
Незмінним командиром корпусу був полковник Євген Коновалець, начальниками штабу — старшини генерального штабу колишньої російської армії, полковники: Б. Сулківський, Валеріян Сологуб, М. Безручко, В. Змієнко, Ю. Отмарштайн. Також головні командні пости були обійняті старшинами колишньої російської армії. Під їх командуванням було 5 полків піхоти (командири: Ю. Осипенко, С. Пищаленко, А. Кмета, В. Мончинський, Т. Виборний), 5 полків артилерії (Зарицький Володимир Антонович, О. Голубаїв, Д. Іньків, Д. Михайлів, Я. Бутрим), амуніційний парк, технічні частини й панцерні потяги; вони також переважали серед командирів куренів, батерей і навіть сотень.
З галицьких старшин були відомі полковники: А. Мельник, І. Рогульський, Р. Сушко, сотник І. Андрух (командир 1 полку піхоти Січових Стрільців), підполковник М. Курах, сотник М. Турок (командир автоброневого дивізіону Січових Стрільців). Серед рядового складу наддніпрянці в піхоті становили бл. 75 %, а в артилерії і технічних частинах — 90 %; галичани переважали в господарській (незмінний начальник постачання сотник І. Даньків) і санітарній службі (сотник І. Рихло) та в інструкторському персоналі Коша Січових Стрільців і різних вишколів (полковник І. Чмола, сотник В. Соловчук).
Організаційний хист Є. Коновальця відзначав Осип Навроцький: 
| Коновалець зумів об'єднати біля себе ідейних, розумних і бойових старшин, справжніх побратимів зброї, і призначувати їх на відповідні для них місця, відповідальні штабові й командні пости. Вистачить згадати такі прізвища: Андрій Мельник, полк. Роман Сушко, полк. Іван Чмола, полк. Роман Дашкевич, полк. Іван Рогульський, сотник Ярослав Чиж, сотник Михайло Матчак, сотник Василь Кучабський, сотник Федь Черник, сотник Іван Андрух, сотник Микола Опока, сотник М. Загаєвич, сотник М. Бісик, сотник Гриць Гладкий та інші[5] |
У формації Січових Стрільців Армія УНР диспонувала військовою частиною, яка виділялася своєю організованістю і боєздатністю. Як головна підпора протигетьманського повстання, Січові Стрільці мали великий вплив на Директорію УНР, але після від'їзду В. Винниченка за кордон цей вплив зменшився. По війні керівні старшини Січових Стрільців були творцями і головними постатями УВО — ОУН.

## Вшанування пам'яті
- У багатьох містах є вулиці, названі на честь Січових Стрільців (див. Вулиця Січових Стрільців): Київ, Дніпро, Дрогобич, Біла Церква, Бровари, Львів, Івано-Франківськ, Коломия, Тернопіль, Шепетівка, Хмельницький; у місті Рівне є провулок Січових Стрільців.
- 29 січня 2014 року з'явилася вулиця Січових Стрільців у місті Шепетівка.
- 19 лютого 2015 року з'явилася вулиця Січових Стрільців у місті Хмельницький.
- 3 вересня 2015 року з'явилася вулиця Січових Стрільців у місті Київ.
- 26 листопада 2015 року з'явилася вулиця Січових Стрільців у місті Дніпро.
- 10 грудня 2015 року з'явилася вулиця Січових Стрільців у місті Конотоп.
- 20 травня 2015 року в Полтаві вулицю Бакинських Комісарів було перейменовано на вулицю Січових Стрільців.
- 2016 року у Кропивницькому вулицю Дев'ятого Січня перейменовано на вулицю Січових Стрільців.
- У місті Бережани Тернопільської області також є вулиця Січових Стрільців.
- На території усієї України є пам'ятники Січовим Стрільцям.
- У Запоріжжі існує вулиця Січових Стрільців.[6]
- 2017 року у Чернівцях вулицю Московської олімпіади перейменовано на вулицю Січових Стрільців.[7]
- 14 жовтня 2020 року почесне найменування «імені Січових Стрільців» присвоєно 9 прикордонному загону Державної прикордонної служби України[8].
- 28 липня 2022 року з'явилася вулиця Січових стрільців, пров. Січових стрільців, 1-й пров. Січових стрільців, 2-й пров. Січових стрільців у місті Чернігів
- 2 листопада 2023 року з'явилася вулиця Січових Стрільців у місті Кам'янець-Подільський.

Січові Стрільці, 1918 рік
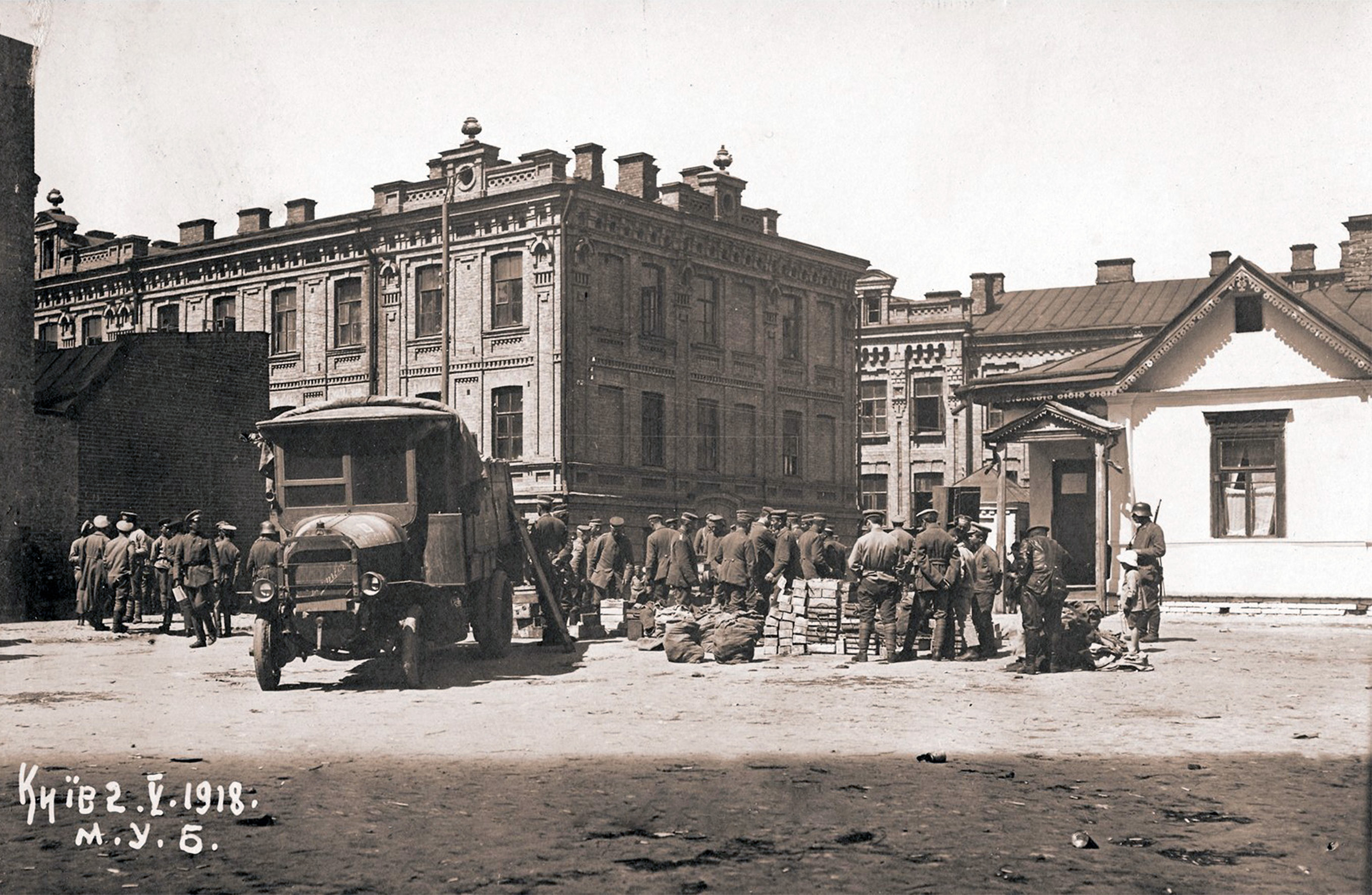
Бессарабські казарми. Розброєння Січових стрільців
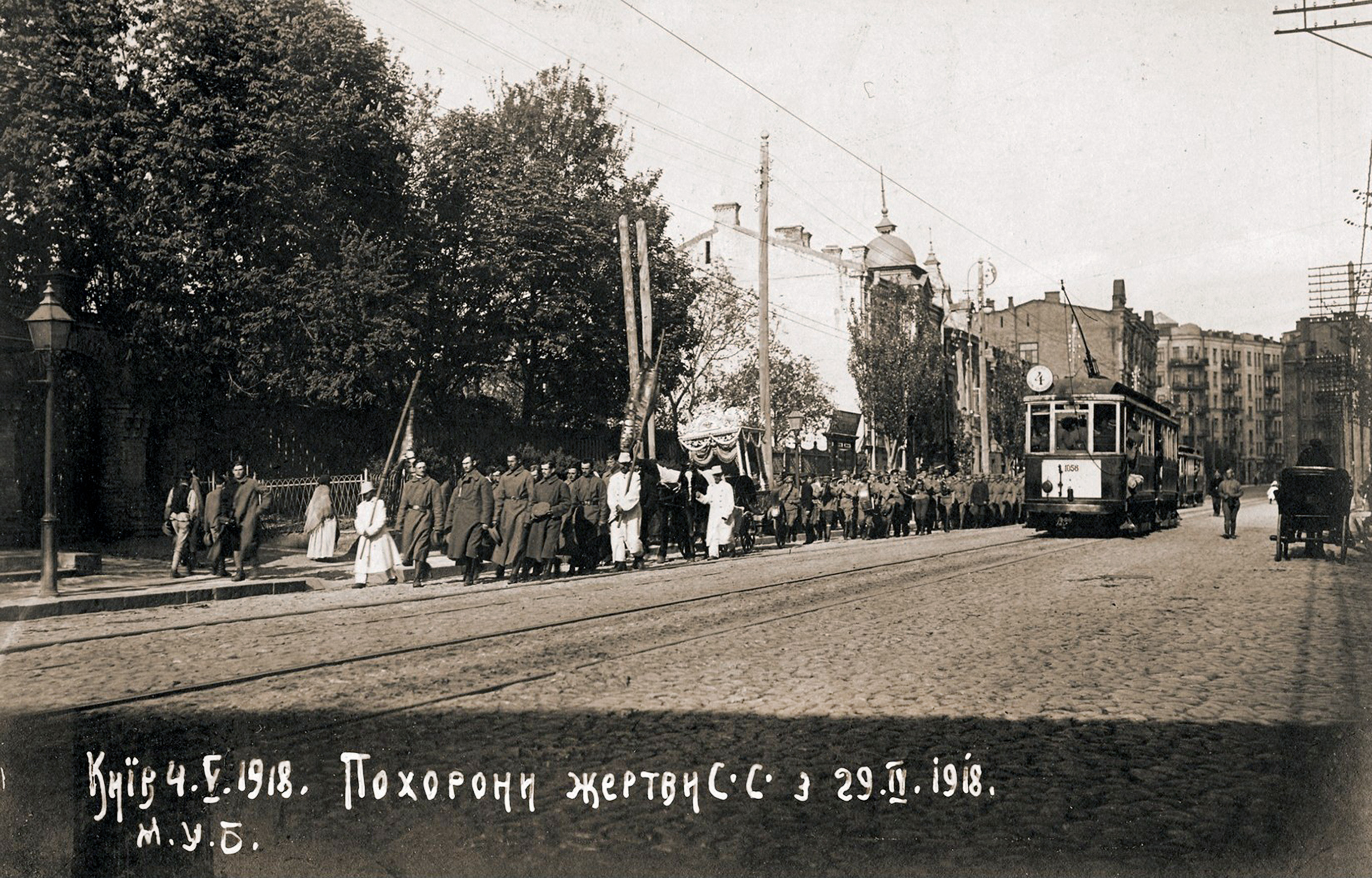
Похорон загиблого січового стрільця. Процесія біля Бессарабських казарм у Києві

## Світлини

Братська могила 20 січових стрільців, загиблих під час україно-радянської війни у Вінниці
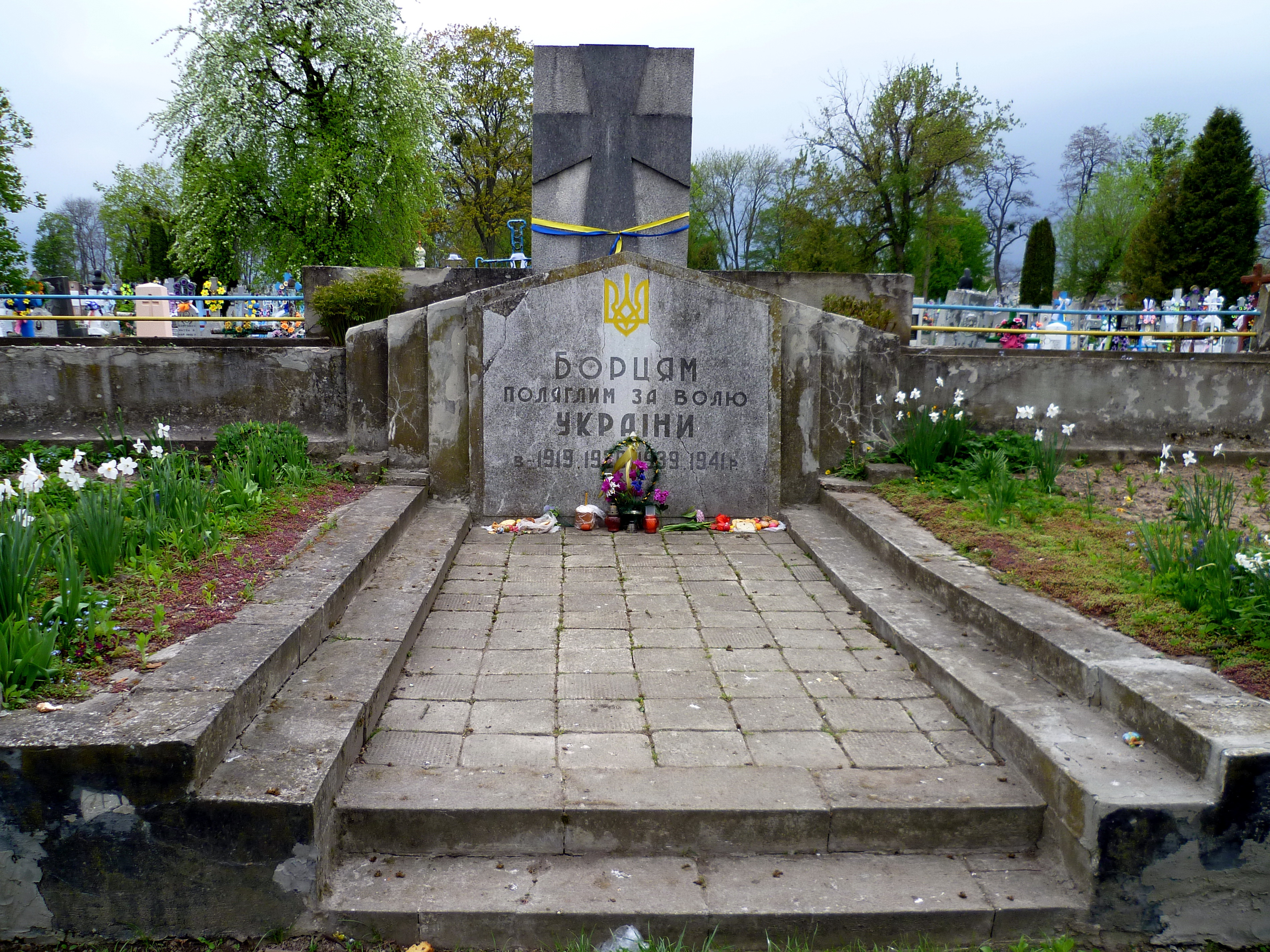
Братська могила Січових стрільців та громадян, розстріляних НКВС  - м. Володимир
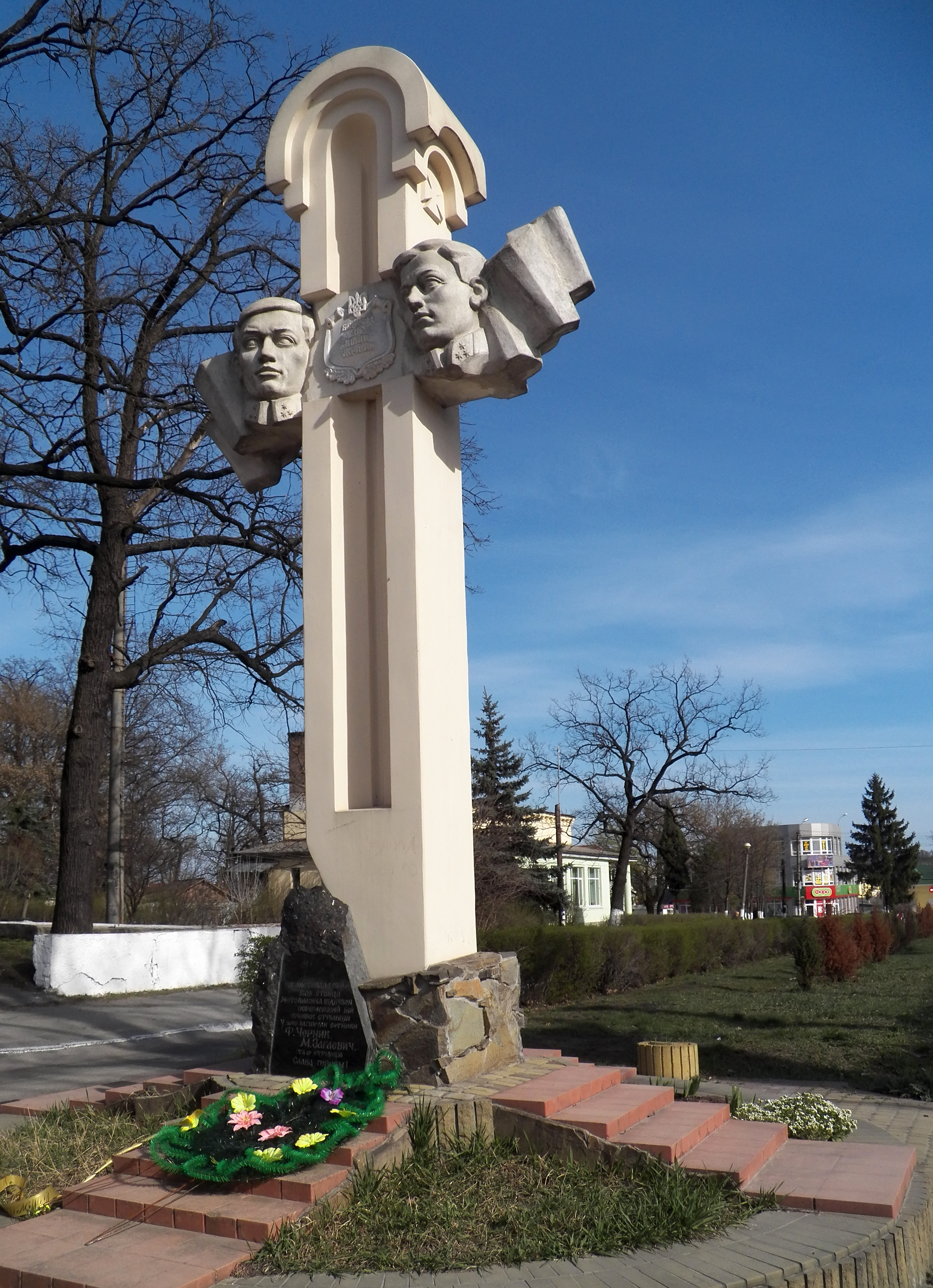
Пам'ятник Січовим стрільцям, смт. Борова, Фастівський район
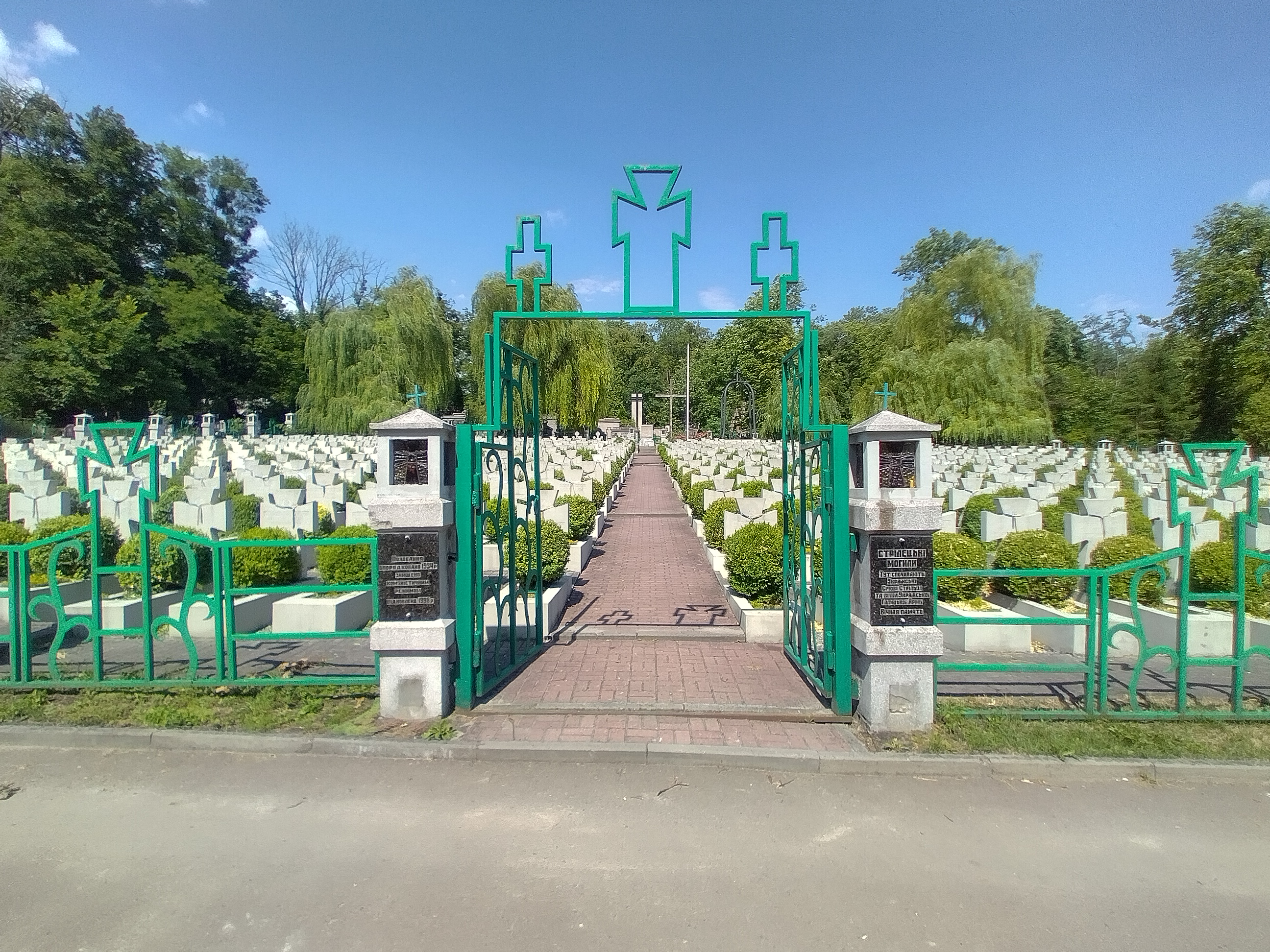
Меморіал українським Січовим Стрільцям та воїнам УГА на Янівському цвинтарі у Львові